# Stadion an der Gellertstraße
El Stadion an der Gellertstraße popularmnente conocido como Fischerwiese es un estadio ubicado en la ciudad de Chemnitz, en el estado federado de Sajonia, Alemania. Su equipo titular es el Chemnitzer FC, club que actualmente juega en la 3. Liga.

## Historia

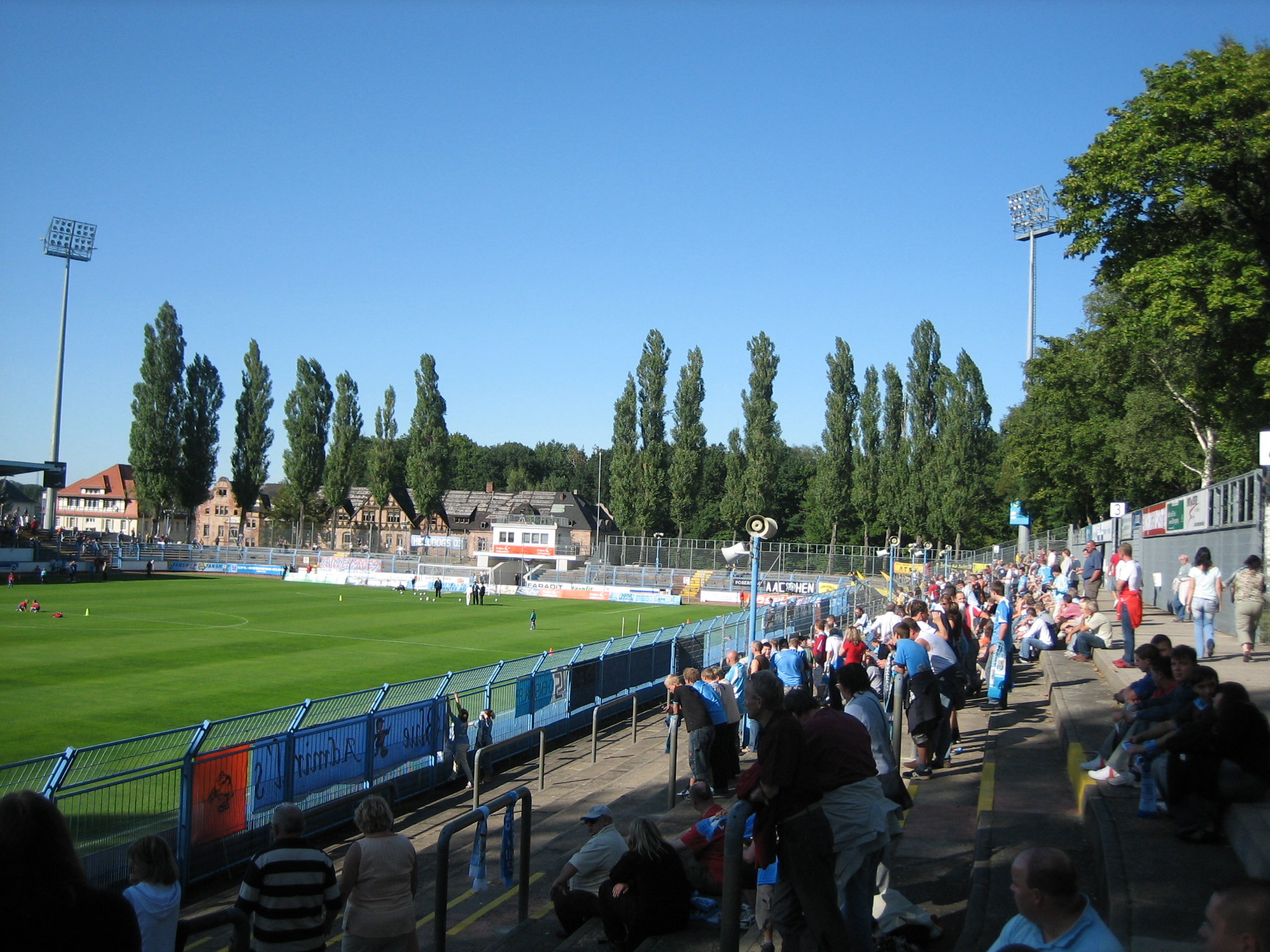
Vista desde la tribuna.

La construcción del estadio comenzó el 31 de julio de 1933 sobre antiguos terrenos de equitación. El estadio final se inauguró el 13 de mayo de 1934 con un amistoso entre el PSV Chemnitz y SpVgg Greuther Fürth frente a 25 mil espectadores. El partido terminó 5-1 para los locales. Hasta el final de la Segunda Guerra Mundial, el estadio sirvió como el estadio del PSV. 
Después de la guerra, SG Chemnitz Nord, precursor de  FC Karl-Marx-Stadt, se hizo cargo de la utilización de estadio. El 13 de julio de 1950, del Ayuntamiento de Chemnitz decidió cambiar el nombre del estadio después de que el político comunista y el ministro del Interior de Sajonia, Kurt Fischer, como él había muerto poco antes. 
El 18 de noviembre de 1953, el récord de asistencia fue grabado en un partido de segunda división entre  Chemie Karl-Marx-Stadt y Fortschritt Weißenfels, cuando 27 300 personas acudieron a ver ganar a los locales por 3-0.
Desde mediados de la década de 1960, el FC Karl-Marx-Stadt ocasionalmente jugó sus partidos en casa en la mayor Ernst-Thälmann-Stadion (ahora el Sportforum Chemnitz). 
En 1989, el soporte principal de la Fischer-Stadion fue cubierta que se utilizó por primera vez el 22 de octubre de ese año en un partido entre el FC Oberliga Karl-Marx Stadt y 1. FC Lokomotive Leipzig.
El 5 de octubre de 2011, el Ayuntamiento de Chemnitz coincidió con 35:19 votos para un nuevo edificio del estadio. Después de la protesta de algunos miembros de la  Partido Pirata, debido al sesgo de tres concejales y el examen posterior por parte de la Dirección, el nuevo edificio era nuevo en una segunda votación el 7 de noviembre de 2011 33:21 Votosbestätigt. Los costos deben ser en este caso asciende a aproximadamente el 23 por 25 millones de euros.
El último partido fuera de casa contra el Nuevo Gellert tuvo lugar el 15 de enero de 2014. El Chemnitzer FC se reunió en un partido amistoso en el  segunda división 1. FC Kaiserslautern. A pesar de las oportunidades en ambos lados de la actuación de despedida antes de 4805 espectadores terminaron con un 0: 0 sorteo. 
Después del partido fue seguido por una Cuenta atrás y el público gritó  'luz' , tras lo cual el estadio envuelto a las 20:20 reloj en la oscuridad. Luego encendió un fuegos artificiales la  Gellertstrasse . 
Las obras de construcción del nuevo estadio con 15 000 asientos (9000 asientos y 6000 plazas de pie) para iniciar el 23 de enero de 2014. El estadio se renovará paulatinamente, por lo que el horario de la CFC se puede continuar y 10 000 asientos seguirá estando disponible.

## Estructura

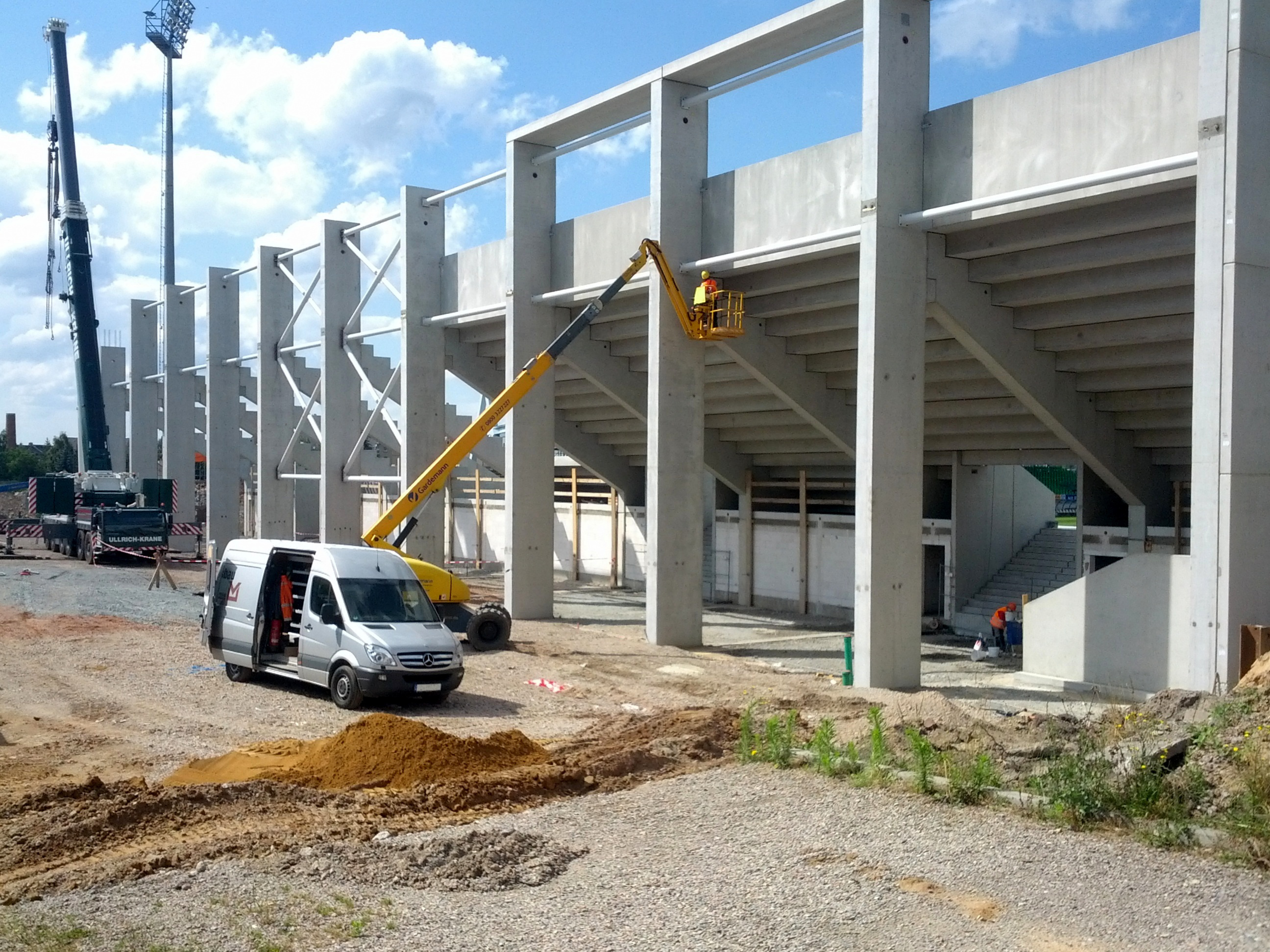
Nueva construcción de la Grada Sur en julio de 2014.

El estadio tiene una capacidad oficial de 18.700. El soporte magnífico cubierta (oeste) tiene dos bloques de asientos para 1061 personas en total y una zona de pie de 1036 personas. El estadio tiene un campo de césped, 4 focos y un marcador manual. 
Después de grandes renovaciones del terreno de juego y las puertas de entrada tuvieron lugar en 2009, la planta ahora también posee una calefacción undersoil y un sistema integrado de riego por aspersión con el objetivo de una reducción de las cancelaciones de los partidos debido a las malas condiciones meteorológicas. 
Una nueva entrada principal se ha construido junto a la principal carretera que pasa por el estadio de Heinrich-Schütz-Straße detrás de los bloques 5 y 6 (Sur). 
Las antiguas puertas principales estaban situados detrás del soporte magnífico (West).
La entrada para los partidarios del equipo de distancia se encuentra en Forststraße (esquina noreste), los partidarios de los huéspedes bloquear 2 tiene una capacidad de 1940 personas. En 2009, varios de los nuevos aparcamientos se han creado y los ya existentes se han ampliado en gran medida la eliminación de problemas de aparcamiento severas días de partido.

## Localización
Situado en el noreste de Chemnitz, el estadio es fácil llegar en autobús (línea 23 a Stadion Gellertstrasse detener o Línea 21 al Palmstraße parada). Desde la estación central (Chemnitz Hauptbahnhof), que está a unos 15 minutos a pie. El estadio está situado a unos 5 de distancia desde el km  A4 Autobahn en las salidas Chemnitz-glosa o Chemnitz-Ost.